# Jane Berbié
 (mars 2012).
Si vous disposez d'ouvrages ou d'articles de référence ou si vous connaissez des sites web de qualité traitant du thème abordé ici, merci de compléter l'article en donnant les références utiles à sa vérifiabilité et en les liant à la section « Notes et références ».
Jane Berbié, née le 6 mai 1931 à Villefranche-de-Lauragais (Haute-Garonne), est une mezzo-soprano et chef de chant française.

## Biographie
Son désir de chanter était déjà très important à l'âge de quatre ans :

« J'ai toujours eu envie de faire de la musique, du chant. Mais comme j'étais malingre, mes parents me faisaient une sorte de chantage : "Si tu manges, tu chanteras à l'église dimanche, et tu tiendras l'harmonium." Malgré le refus de toute carrière artistique de la part de ma mère (qui me destinait à la comptabilité), je me suis tournée d'abord vers le piano pour arriver au chant par la suite. J'ai donc commencé des études de piano et je suis entrée au Conservatoire à treize ans et demi, dans la classe de Raymonde Blanc-Daurat. »

Malgré un emploi du temps des plus complets (lever tous les jours à 6 h 15 pour l'école de comptabilité le matin, et piano et solfège au conservatoire de Toulouse l'après-midi pour un retour à Villefranche-de-Lauragais à 19 h 30), elle obtiendra une première médaille de piano, et une première médaille d'harmonie avec Edmond Gaujac, alors directeur du Conservatoire, ainsi que le premier prix en solfège, en chant et en art lyrique.
Après l'avoir entendue dans l'Ave Maria de Charles Gounod, l'avionneur Didier Daurat l'encourage à s'orienter exclusivement vers le chant. Elle suit les cours de Mme Chauny-Lasson, épouse de Louis Izar, alors directeur du Capitole.
Ayant auparavant déjà décroché de petits rôles (le petit page de Tannhäuser, une jeune fille des Noces de Figaro, le pâtre dans la Tosca), elle obtient son premier prix de chant en 1953 ; elle joue alors dans Pampanilla de Jacques-Henri Rys avec le baryton Lucien Lupi. Ce dernier lui conseille de « monter à Paris », ce qu'elle fait, pour passer le concours à L’École des vedettes, émission animée par Aymée Mortimer en direct du théâtre de Paris que dirigeait alors Elvire Popesco ; celle-ci lui prédit une belle carrière. Elle obtient le premier prix. À ce propos, elle se souvient : « Une dame m'a donné une croix, me disant "je viendrai t'applaudir à l'Opéra-Comique dans quelques mois ; prends cette croix, elle te portera bonheur !" »
Mais c'est la maison-mère, l'Opéra Garnier, qu'elle intègre quelques mois après. « De fait, quelques mois après, je jouais dans Mignon. » Elle fera partie de la troupe de 1958 à 1970. Georges Hirsch, l'administrateur général, voit en elle la « soubrette » idéale de Mozart.
Elle rencontre celle qui deviendra son professeur Maria Branèze, qui organise une audition devant Gabriel Dussurget, directeur du festival d'Aix-en-Provence et conseiller artistique à l'Opéra de Paris. À partir de cette rencontre commence une carrière sur les grandes scènes d'Europe et de l'étranger : Capitole de Toulouse (1953-1957), Scala de Milan (1958 et 1971), Salzbourg (1965), Glyndebourne (1967, 1969, 1971, 1972), Carnegie Hall (1965), Metropolitan (1976), etc.
Elle chante sous la direction des plus grands chefs d'orchestre : Paul Ethuin, Pierre Dervaux, Jean Fournet, Pierre-Michel Le Conte, Ionel Perlea, Georg Solti, Herbert Von Karajan, Lorin Maazel, Riccardo Muti, Riccardo Chailly, Colin Davis, Claudio Abbado, Seiji Ozawa, avec une reconnaissance particulière pour  Georges Prêtre, avec qui elle chante entre autres Lakmé (1962). Elle reprend cette œuvre en 1968 sous la direction de Richard Bonynge avec Joan Sutherland, Gabriel Bacquier et Alain Vanzo.
On l'entend notamment dans le répertoire français : outre Mignon (1954), on peut citer Nicklausse dans Les Contes d'Hoffmann (1954), Malika dans Lakmé à Oran (1955), Mercédès dans Carmen, plusieurs rôles dans L'Enfant et les Sortilèges (dirigé par Maazel en 1961 et par Ozawa en 1979 à l'Opéra de Paris), Gontran dans Une éducation manquée (1965), Roméo et Juliette, Ascanio dans Benvenuto Cellini, Concepción dans L'Heure espagnole de Ravel, ainsi que de nombreuses opérettes.
Mais elle s'illustre aussi dans le répertoire italien et mozartien Rosina, Dorabella, Zerlina, Marcellina, Orsini dans Lucrèce Borgia, etc.
Elle collabore aussi à des émissions de l'ORTF de 1958 à 1970 et reçoit l'Oscar du chant en 1960. 
De 1983 à 1996, elle enseigne au Conservatoire national supérieur de musique de Paris, ainsi qu'à l'École normale de musique de Paris. Depuis sa retraite du CNSM, elle continue l'enseignement du chant en cours privé à Toulouse.
Elle explique ainsi sa découverte de la respiration qu'elle enseigne pour le chant : « Je suis asthmatique et c'est pour ça que j'ai découvert la respiration en accordéon, comme si nous disposions d'un bandonéon en guise d'appareil respiratoire ».

## Décoration
- Commandeur de l'ordre des Arts et des Lettres (2024)[3]

## Discographie sélective

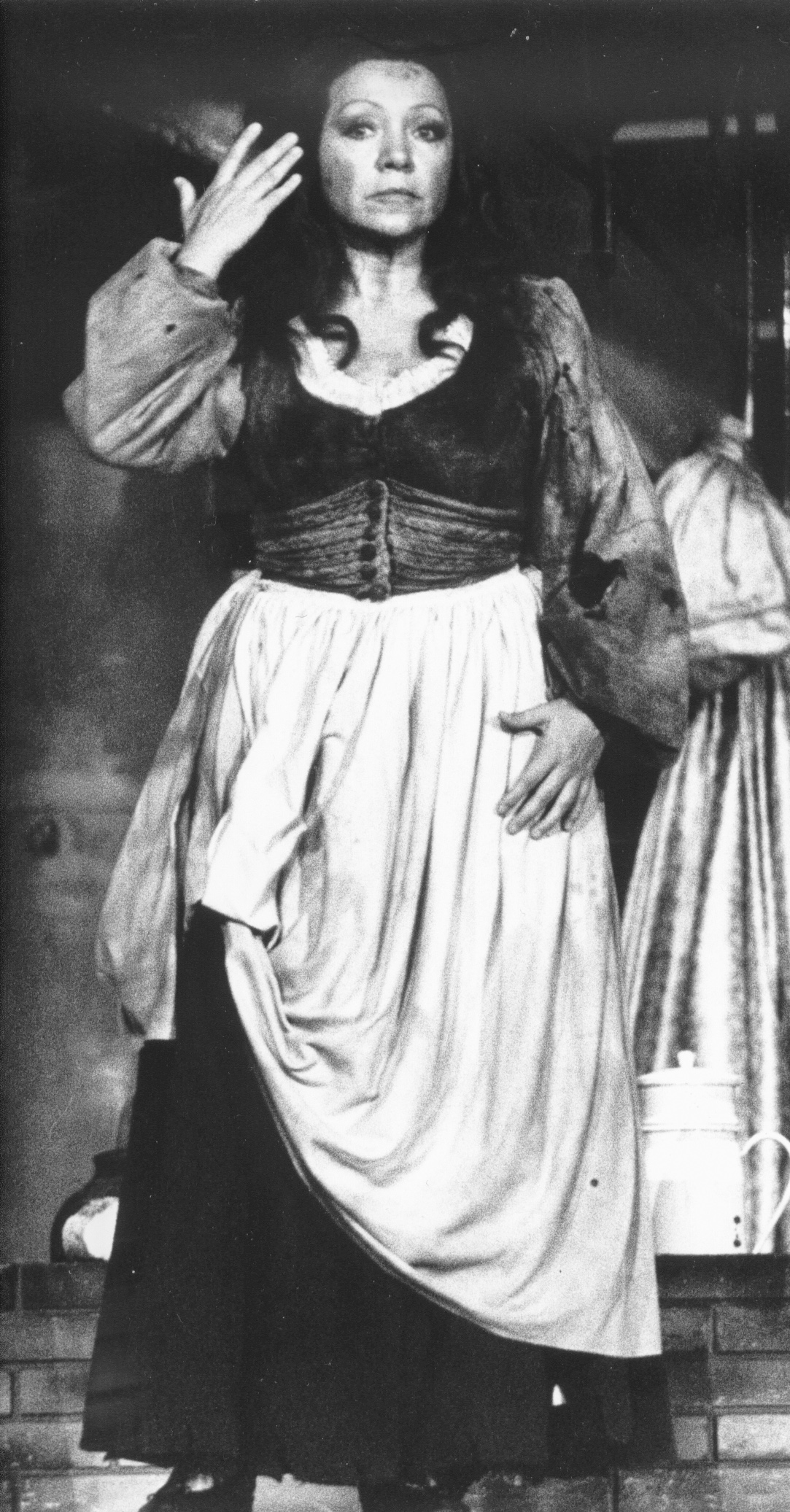
Jane Berbié sur scène.

- D.F.E. Auber,  Fra Diavolo (Lady Pamela) avec Mady Mesplé (Zerline) et Nicolai Gedda (Fra Diavolo) ; Orchestre philharmonique de Monte Carlo, dir. Marc Soustrot (1983-1984, EMI)[4].
- Hector Berlioz :
  - Benvenuto Cellini – Jane Berbié (Ascanio), Nicolai Gedda (Cellini) Christiane Eda-Pierre (Teresa) ; Jules Bastin (Balducci) ; Roger Soyer, Robert Massard (Fieramosca), Chorus of the Royal Opera House, Covent Garden, BBC symphony Orchestra, dir. Colin Davis (1972, 3 CD Philips Classics)[5] — Prix du disque de l'Académie Charles Cros.
  - L'Enfance du Christ (rôle de Marie), Alain Vanzo, Roger Soyer, Claude Calès, Chœur d'oratorio, Maîtrise de l'ORTF, Orchestre national de l'ORTF, dir. Jean Martinon (Guilde internationale du disque/Concert Hall) [enregistré en janvier 1969]. Disponible sur ReDiscovery. Prix de l'Académie Charles-Cros
  - Les Troyens (rôle de Anna), Guy Chauvet (Énée), Régine Crespin (Didon et Cassandre), Ascagne, Jean-Pierre Hurteau (Narbal), Chœur et Orchestre national de l'Opéra de Paris, dir. Georges Prêtre LP EMI studio 1965, extraits. Report 1 CD 1989 et 2003.
- Georges Bizet :
  - Carmen (rôle de Mercédès) avec Maria Callas, Nicolai Gedda, Robert Massard sous la direction de Georges Prêtre - EMI
  - Carmen (rôle de Mercédès) avec Jane Rhodes, Albert Lance, Robert Massard sous la direction de Roberto Benzi - Philips
  - Carmen (role de Mercédès) avec Anna Moffo, Franco Corelli, Piero Cappuccilli sous la direction de Lorin Maazel - Eurodisc Ariola/RCA
- André Campra : Didon, cantate - disques Vega
- Francesco Cavalli :  L'Ormindo, direction Raymond Leppard
- Emmanuel Chabrier :  Une éducation manquée (rôle de Gontran), Pathé-Marconi avec Jean-Christophe Benoît et Liliane Berton
- Gustave Charpentier :  Louise (rôle de la Mère), direction Georges Prêtre avec Ileana Cotrubas et Placido Domingo - Sony Classical
- Léo Delibes :
  -  Lakmé, avec Gianna d'Angelo - Pathé-Marconi
  -  Lakmé (rôle de Malika) avec John Sutherland - EMI
- Mozart :
  -  Cosi fan tutte (rôle de Dorabella), direction Georg Solti - Decca
  -  La Flûte enchantée (en français), Pathé-Marconi avec Jeanine Micheau et Michel Dens
  -  Les Noces de Figaro (rôle de Marceline), direction Herbert Von Karajan - Deutsche Grammophon
  -  Les Noces de Figaro (rôle de Marceline), direction Georg Solti - Decca
- Jacques Offenbach : Orphée aux Enfers (rôle de Cupidon) de Jacques Offenbach, direction Michel Plasson - EMI
- Maurice Ravel :
  - L'Enfant et les Sortilèges, direction Lorin Maazel - Deutsche Grammophon
  -  L'Heure espagnole (rôle de Conceptión), direction Lorin Maazel - Deutsche Grammophon
- Gioacchino Rossini :  Le Turc en Italie avec Montserrat Caballe, direction Ricardo Chailly
- Albert Roussel : Padmavati (rôle de Nakamti), direction Michel Plasson - EMI
- Ambroise Thomas :  Mignon (rôle-titre) -  Pathé-Marconi (extraits)
- Antonio Vivaldi : Motets, avec l'Orchestre de chambre de Toulouse dirigé par Louis Auriacombe

Charles Gounod Mireille rôle de Taven orchestre de la Suissee Romande dir Sylvain Cambreling  CD Ponto